# Simonida
Simonida Paleolog (grčki Σιμωνίς Παλαιολογίνα) bila je bizantska carevna i srpska kraljica. Znana je i kao Simonida Nemanjić (srpski Симонида Немањић). Poznata je po svojoj ljepoti, ljupkosti i prikazu na fresci u Gračanici.
Bila je kći cara Andronika II. Paleologa i njegove druge žene Irene te polusestra princa Konstantina i sestra prinčeva Ivana, Dimitrija i Teodora.
Rođena je u Carigradu oko 1294. godine. Bila je nazvanu po svetom Petru – apostolu Isusa Krista – čije je prvotno ime bilo Šimun (Simon).
1298. Andronik je obećao srpskom kralju Stefanu Urošu II. Milutinu savez te mu je htio dati svoju sestru Eudokiju za ženu. Eudokija je odbila te je car odlučio ponuditi svoju kćer Simonidu, premda se Grčka pravoslavna crkva protivila.
Ipak, Andronik je uspio u svom naumu te se Stefan Uroš rastao od svoje žene Ane Terter kako bi oženio Simonidu, koja je tada imala oko pet godina. Vjenčanje je održano u Solunu u proljeće 1299.
Kralj Stefan nije htio čekati da Simonida stasa za spolne odnose te je spavao s njom i oštetio joj maternicu, pa nikad nije rodila dijete.
Carica Irena, Simonidina majka, ponudila je Stefanu da posvoji jednog od njezinih sinova.
Simonida je htjela postati redovnica te je pokazivala velik interes za teologiju. Kad joj je majka umrla 1317., Simonida joj je otišla na sprovod u Carigrad te je odlučila da se neće vratiti u Srbiju. Odjenula je čak i habit redovnice, ali su po nju došli Stefanovi ljudi. Bili su šokirani, ali je njezin polubrat Konstantin prisilio Simonidu da se preodjene. Ona ipak nije htjela ići, pa je Stefan zaprijetio ratom te je otišla k njemu.
Kad se Stefan razbolio, mlada je Simonida bila uz njega, na iznenađenje dvorjana. Umro je 19. listopada 1321., a 29. listopada se Simonida vratila u Carigrad, gdje je ušla u manastir svetog Andrije.
Umrla je nakon 1345. Sljedeća kraljica Srbije bila je Teodora Smilec, a nakon nje, Simonidina sestrična Marija Paleolog.

## U kulturi
Milan Rakić je napisao pjesmu Simonida, a Milutin Bojić je pak napisao dramu Kraljeva jesen. 
Milorad B. Protić je otkrio asteroid 1675 Simonida.